# Luke Power
Luke Power (* 30. November 2004 in Ferntree Gully, Victoria) ist ein australischer Motorradrennfahrer.

## Statistik in der Supersport-Weltmeisterschaft
(Stand: Saisonende 2024)
| Saison | Team                  | Motorrad              | Rennen | Siege | Zweiter | Dritter | Poles | Schn. Runden | Punkte | Ergebnis |
| ------ | --------------------- | --------------------- | ------ | ----- | ------- | ------- | ----- | ------------ | ------ | -------- |
| 2023   | Motozoo ME Air Racing | Kawasaki Ninja ZX-6 R | 18     | —     | —       | —       | —     | —            | 1      | 43.      |
| 2024   | Motozoo ME Air Racing | MV Agusta F3 800 RR   | 22     | —     | —       | —       | —     | —            | 6      | 31.      |
| 2025   | Motozoo ME Air Racing | MV Agusta F3 800 RR   | —      | —     | —       | —       | —     | —            | —      | —        |
| Gesamt | Gesamt                | Gesamt                | 40     | 0     | 0       | 0       | 0     | 0            | 7      |          |